# Leo Wilden
Leo Wilden (Düren, 3 de julho de 1936 – Colônia, 5 de maio de 2022) foi um futebolista alemão que atuou como defensor.

## Carreira
Wilden jogou pelo Colônia de 1958 a 1966, com o qual venceu o campeonato nacional em 1962 e 1964. Fez parte do elenco da Seleção Alemã na Copa do Mundo de 1962.

## Morte
Wilden morreu em 5 de maio de 2022, aos 85 anos de idade.